# Nadroga-Navosa
Nadroga-Navosa – prowincja w Fidżi, w Dystrykcie Zachodnim. Zajmuje południowo-wschodnią część wyspy Viti Levu oraz wyspy Mamanuca. Powierzchnia prowincji wynosi 2,385 km², a jej populacja wynosiła w 2007 roku 58 400 mieszkańców. Głównym miastem prowincji jest Sigatoka.